# Condado de Greene (Ohio)
O Condado de Greene é um dos 88 condados do estado americano de Ohio. A sede do condado é Xenia, e sua maior cidade é Xenia. O condado possui uma área de 1 078 km² (dos quais 3 km² estão cobertos por água), uma população de 147 886 habitantes, e uma densidade populacional de 138 hab/km² (segundo o censo nacional de 2000). O condado foi fundado em 1830.